# Eucalyptus pendens

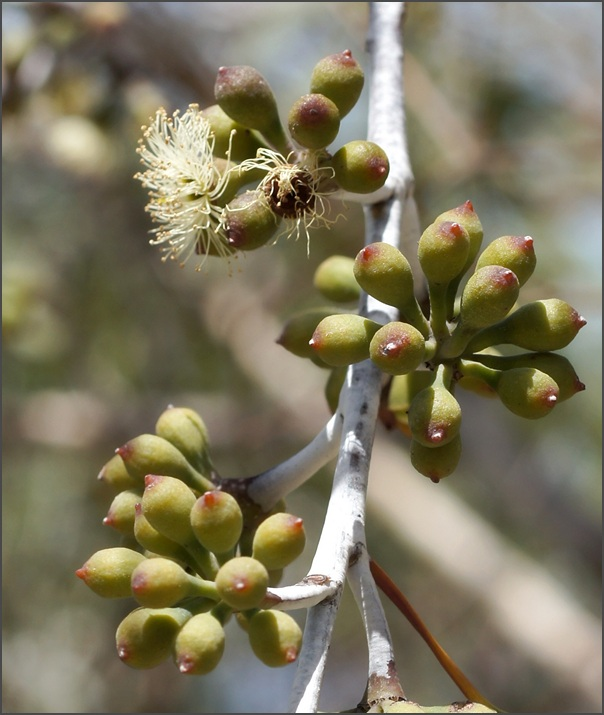
Blütenstand mit Knospen und einer aufgeblühten Blüte

Eucalyptus pendens ist eine Pflanzenart innerhalb der Familie der Myrtengewächse (Myrtaceae). Sie kommt an der Westküste von Western Australia vor und wird dort „Badgingarra“ oder „Badgingarra Mallee“ genannt.

## Beschreibung

### Erscheinungsbild und Blatt
Eucalyptus pendens wächst schlank in der Wuchsform der Mallee-Eukalypten, dies ist eine Wuchsform, die mehr strauchförmig als baumförmig ist, es sind meist mehrere Stämme vorhanden, die einen Lignotuber ausbilden und erreicht Wuchshöhen von 2 bis 5 Meter. Die Zweige hängen frei herunter (wie bei einer Trauerweide). Die Borke ist am gesamten Strauch glatt und grau oder rosafarben. Öldrüsen gibt es in der Borke.
Bei Eucalyptus pendens liegt Heterophyllie vor. An mittelalten Exemplaren sind die sitzenden Laubblätter lanzettlich, sichelförmig gebogen, ganzrandig und matt grau-grün. Die Laubblätter an erwachsenen Exemplaren sind in Blattstiel und Blattspreite gegliedert. Ihr Blattstiel ist schmal abgeflacht oder kanalförmig. Die auf Ober- und Unterseite gleichfarbig matt grünen, ledrigen und relativ dicken Blattspreiten an erwachsenen Exemplaren sind lanzettlich, verjüngen sich zur Spreitenbasis hin, besitzen ein spitzes oberes Ende und können gerade oder sichelförmig gebogen sein. Die kaum erkennbaren Seitennerven gehen in einem sehr spitzen, spitzen oder stumpfen Winkel vom Mittelnerv ab. Die Keimblätter (Kotyledone) sind nierenförmig.

### Blütenstand und Blüte
Seitenständig an einem bei einem Durchmesser von bis zu 3 mm im Querschnitt stielrunden, schmal abgeflachten oder kantigen Blütenstandsschaft stehen in einem einfachen Blütenstand etwa sieben bis elf Blüten zusammen. Die Blütenknospen sind keulenförmig und nicht blaugrün bemehlt oder bereift. Die Kelchblätter bilden eine Calyptra, die bis zur Blüte (Anthese) erhalten bleibt. Die glatte, gerippte oder warzige Calyptra ist halbkugelig, ein- bis zweimal so lang wie der gestreifte, warzige Blütenbecher (Hypanthium) und so breit wie dieser. Die Blüten sind weiß oder cremeweiß. Die Blütezeit in Western Australia reicht von August bis November.

### Frucht
Die Frucht ist zylindrisch oder eiförmig. Der Diskus ist eingedrückt, die Fruchtfächer sind eingeschlossen.

## Vorkommen
Das natürliche Verbreitungsgebiet von Eucalyptus pendens liegt an der Westküste von Western Australia, auf halbem Wege zwischen Perth und Geraldton. Eucalyptus pendens kommt in den selbständigen Verwaltungsbezirken Coorow, Dandaragan und Moora in den Regionen Mid West und Wheatbelt vor.
Eucalyptus pendens wächst auf weißen oder grauen Sandböden mit Lateritkies. Eucalyptus pendens findet man an Hängen von Hügeln, an Aufschlüssen und in Sandebenen.

## Taxonomie
Die Erstbeschreibung von Eucalyptus pendens erfolgte 1972 durch Ian Brooker unter dem Titel Four new taxa of Eucalyptus from Western Australia in Nuytsia, Volume 1 (3), S. 243, Figuren 1 A-B, 2. Das Typusmaterial weist die Beschriftung „At 125 miles peg north of Perth on highway between Gingin and Badgingarra. Western Australia (30° 14’ S, 115° 28’ E) 23 July 1969, M. I. H. Brooker 1949. (holo: PERTH, iso: PERTH, FRI, K)“ auf. Das Artepitheton pendens ist von dem lateinischen Wort pendere für hängen abgeleitet.